# Mulberry Street

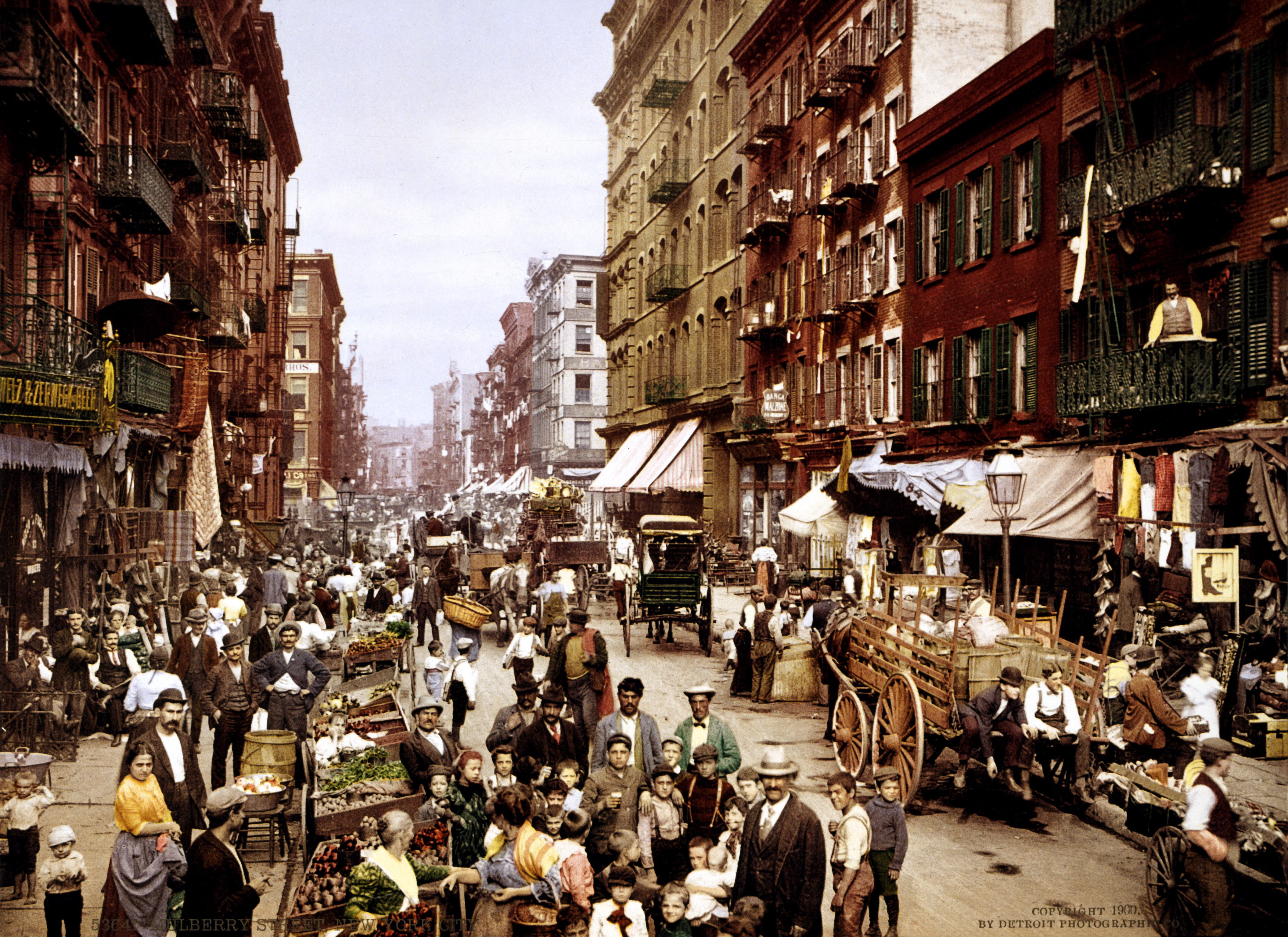
Mulberry Street cirka 1900

Mulberry Street är huvudgatan i New York-området Little Italy på Manhattan. Mulberry Street är cirka en kilometer lång och är fylld av restauranger, affärer och mycket mer i italiensk stil.